# Parafia Wniebowzięcia Maryi Panny w Gnojniku
Parafia Wniebowzięcia Maryi Panny w Gnojniku – parafia rzymskokatolicka znajdująca się w Gnojniku, w kraju morawsko-śląskim w Czechach. Należy do dekanatu Frydek diecezji ostrawsko-opawskiej.
Msze prowadzone są również w języku polskim dla polskiej mniejszości. Do parafii należą wierni mieszkający w Gnojniku, Trzanowicach (z kościołem filialnym pw. św. Bartłomieja), Ligotce Kameralnej (z kościołem filialnym pw. Boskiego Serca Pana), Toszonowicach Górnych i Wielopolu.

## Historia
Nie jest znana data wybudowania kościoła w Gnojniku, choć mogło to nastąpić jeszcze przed nastaniem Reformacji w księstwie cieszyńskim w latach 40. XVI wieku. 23 marca 1654 został odebrany ewangelikom przez specjalną komisję. W tym roku utworzono parafię katolicką, jako jedną z 13 pomniejszonego dekanatu w Cieszynie, jednak nieobsadzoną. Został następnie przyłączony z kościołem w Trzanowicach do parafii w Domasłowicach. W 1785 utworzono tu lokalię, a w 1847 stała się ona parafią. Podległa była dekanatowi frydeckiemu i posiadała filię w Trzanowicach.
Po I wojnie światowej Gnojnik znalazł się w granicach Czechosłowacji, wciąż jednak podległe były diecezji wrocławskiej, pod zarządem specjalnie do tego powołanej instytucji zwanej: Knížebiskupský komisariát niský a těšínský. Kiedy Polska dokonała aneksji tzw. Zaolzia w październiku 1938 parafię jako jedną z 29 włączono do diecezji katowickiej, a 1 stycznia 1940 z powrotem do diecezji wrocławskiej. Wówczas też parafia przejęta została przez dekanat jabłonkowski. W 1947 obszar ten wyjęto ostatecznie spod władzy biskupów wrocławskich i utworzono Apostolską Administraturę w Czeskim Cieszynie, podległą Watykanowi. W 1978 obszar Administratury podporządkowany został archidiecezji ołomunieckiej. W 1996 wydzielono z archidiecezji ołomunieckiej nową diecezję ostrawsko-opawską.